# Embryonální vývoj jater

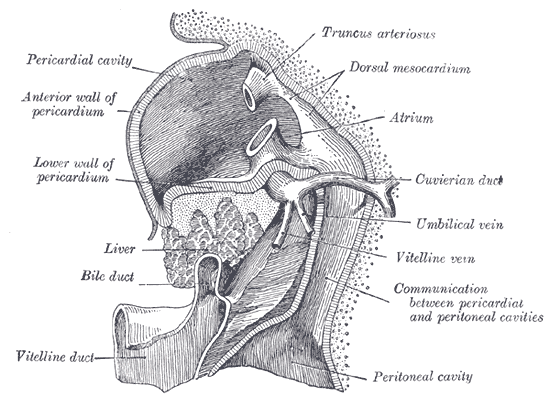
játra a septum transversum u 3 mm dlouhého lidského embrya

V průběhu embryonálního vývoje jater se játra vytvářejí z entodermu ventrální stěny střevní trubice embrya. Následující údaje o týdnech gestace se týkají lidského zárodku. 
- Ve 3. týdnu (embryo se 17-18 segmenty) se na ventrální stěně trubice střevní vytvoří výchlipka entodermu, neboli jaterní výchlipka.
- Ze stěny výchlipky se vytvoří sekundární výchlipka jako základ žlučníku a základ ductus cysticus. Tak se vytvoří menší část zvaná pars cystica a větší část zvaná pars hepatica.
- Pars hepatica se dělí, prorůstá mezi listy ventrálního mezenteria a septum transversum. Tvoří se buněčné trámce. Játra rostou vpravo i vlevo od dvanáctníku ve tvaru písmene U a tvoří se základy pravého a levého laloku.
- Přední část mesenterium ventrale (mezi břišní stěnou a játry) se mění na ligamentum falciforme hepatis.
- Zadní část mesenterium ventrale (mezi játry a žaludkem) se mění na omentum minus (pars hepatogastrica).
- Rostoucí trámce se spojí s venae omphalomesentricae (primitivní cévy z mezodermu žloutkového váčku) a ty se stanou sinusoidami jater.
- Z přívodných kmenů venae omphalomesentricae se tvoří vena advehens hepatis a pak se z ní vytvoří vena portae.
- Z odvodných kmenů venae omphalomesentricae se tvoří dvě venae revehentes hepatis. Zachová se pouze pravostranná vena revehentes hepatis.
- Konec 4. týdne: tvoří se základy žlučových kapilár. Zpočátku jsou ohraničené více buňkami, později ohraničené dvěma buňkami. Široké trámce se zpošťují a skládají z 2-3 řad buněk.
- Začátek 2. měsíce: diferenciace krevních ostrůvků z mezenchymu v játrech. (Mezenchym pochází z mezodermu splanchnopleury žloutkového váčku.)
- Polovina 2. měsíce (6.-7. týden):  diferencování žlučových kapilár a jejich napojení na ductus hepatis.
- Vznik žlučníku a ductus cysticus z části pars cystica. Vznik ductus choledochus z jaterní výchlipky a jeho posunutí z ventrální strany na stranu dorzální. Duscus hepaticus a ductus cysticus se spojují a pokračují jako ductus choledochus.
- 2. měsíc: laloky jater jsou stejně veliké
- konec 2. měsíce: levý lalok roste pomaleji než pravý lalok. Tak se levý lalok relativně zmenšuje a vyvíjí se asymetrie jater.
- 2. - 3. měsíc: maximální rozvoj jater, játra tvoří 10 % objemu těla embrya.
- 3. měsíc: tvorba glykogenu. Zapojení jaterních buněk do metabolismu lipidů.
- 4. měsíc: tvorba žlučových pigmentů.
- 6. - 7. měsíc: maximum hemopoézy (krvetvorby) v játrech.
- konec 7. měsíce: konec hemopoézy (krvetvorby) v játrech.

## Schéma další diferenciace jater
- rozdělení jater v mezogastrium ventrale na dva listy:
  - ventrální list (mesohepaticum ventrale) → později úpon srpovitého vazu ligamentum falcforme hepatis
  - dorzální list se vyvíjí na:
    - pars hepatoduodenalis → později ligamentum hepatoduodenale
    - pars hepatogastrica omenti minoris → později ligamentum hepatogastricum
- septum transversum se rozděluje na:
  - mesohepaticum laterale dextrum
  - mesohepaticum laterale sinistrum

U novorozence tvoří játra 5% objemu jeho těla.